# Harkabuz
Harkabuz (slowakisch und ungarisch Harkabúz) ist ein polnisches Dorf in der Gmina Raba Wyżna in der Woiwodschaft Kleinpolen im Powiat Nowotarski.

## Geographische Lage
Der Ort liegt am Orawka, nördlich der Hohen Tatra, rund 30 Kilometer südlich von Nowy Targ und zählt etwa 537 Einwohner.

## Geschichte
Der Ort liegt in der Landschaft Arwa, die bis 1918 zum Königreich Ungarn gehörte.
Der Ortsname stammt vom ersten Gemeindevorsteher – Bartłomiej Harkabuz, der 1557 von Jerzy Thurzon, dem Herrn auf der Orawski Burg, ernannt wurde. Die ersten Siedler waren Harkabuzer Schützen. Schriftlich wurde der Ort zum ersten Mal im Jahre 1610 als Harkabuz erwähnt.
Im 19. Jahrhundert wurde Slowakisch die Sprache der Kirche und der Schule, aber die lokalen Goralen sprachen Goralisch, einen polnischstämmigen Dialekt. Im Jahre 1897 begannen polnische Aktivisten nationale Agitation. Im Jahre 1910 folgte die ungarische Verwaltung erstmals in der Volkszählung der polnischen Bitte und Goralisch wurde als Polnisch betrachtet. In diesem Jahre hatte das Dorf 317 Einwohner, davon 2 ungarischsprachige, 6 deutschsprachige, 309 anderssprachige (97,5 %, polnischsprachig), 309 römisch-katholische, 8 Juden.
1918, nach dem Ende des Ersten Weltkriegs und dem Zusammenbruch der k.u.k. Monarchie, kam das Dorf zur neu entstandenen Tschechoslowakei. Auf Grund der Tschechoslowakisch-polnischen Grenzkonflikte im Arwa-Gebiet wurde der Ort 1920 dann aber der Zweiten Polnischen Republik zugesprochen. Zwischen den Jahren 1920 und 1925 gehörte er zum Powiat Spisko–Orawski, ab 1. Juli 1925 zum Powiat Nowotarski. Im Jahre 1921 hatte die Gemeinde 69 Häuser mit 293 Einwohnern, davon 290 Polen, 3 anderer Nationalität (meistens Slowaken), 286 römisch-katholische, 7 israelitische.
Von 1939 bis 1945 wurde das Dorf ein Teil des Slowakischen Staates.
Von 1975 bis 1998 gehörte Harkabuz zur Woiwodschaft Nowy Sącz.

## Sehenswürdigkeiten
- Kleine Betsäule wurde erstmals 1818 erwähnt, als sie von Jan Fifański als Weihgeschenk für die Lebensrettung während des Gewitters an den Baum gehängt wurde. In der jetzigen Form ist die Betsäule seit dem Jahr 1885. Damals wurde sie vom Ehepaar Jan und  Maria Łysiowie  gebaut.
- Die Holzkirche wurde 1958 gebaut.

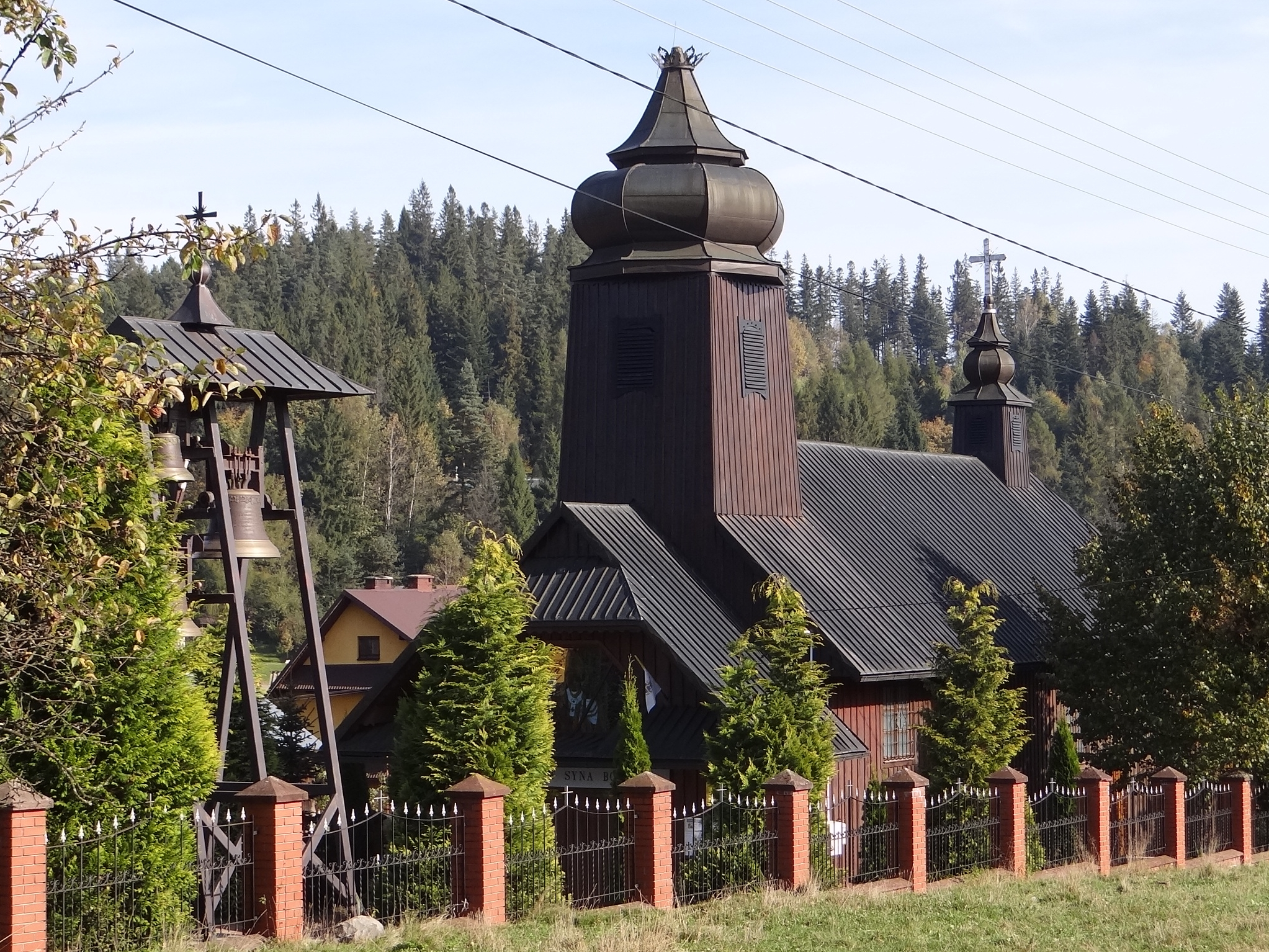
Holzkirche
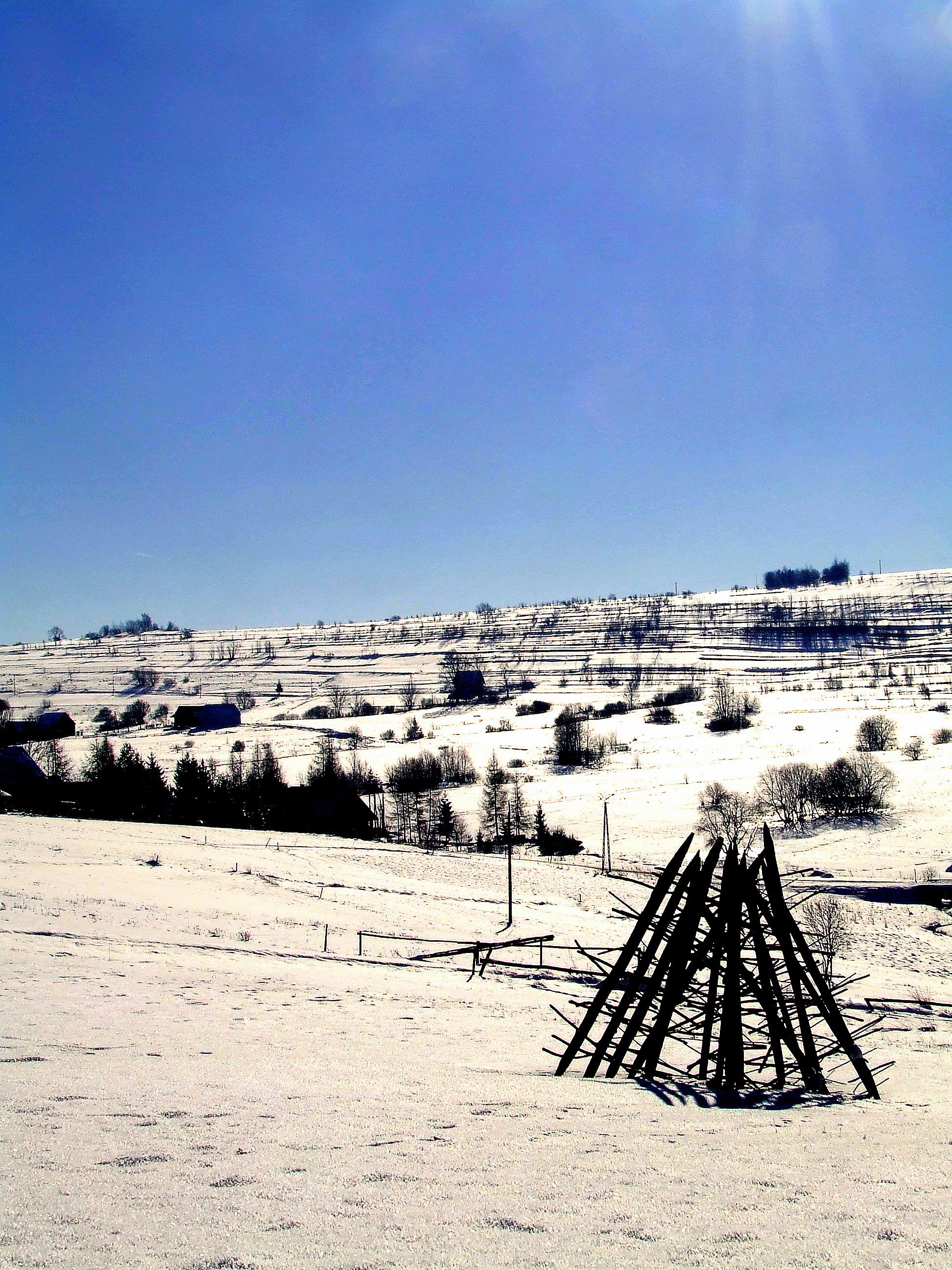
Harkabuz